# Јапанске подморнице класе Јушио
Подморнице класе Јушио су биле јапанске дизел-електричне подморнице изграђене у бродоградилиштима Kawasaki и Mitsibisi, у времену од 1980. до 1989. године. Укупно је изграђено 10 подморница те класе. Настале су као усавршена верзија класе Узушио. 

## Општи подаци
- Тежина:
  - 2.250 тона површински депласман (СС 578 до СС 582) 2,300 тона (СС 576)
  - 2.450 тона подводни депласман
- Димензије:
  - Дужина: 76 метара
  - Ширина: 9,9 метара
  - Газ: 7,4 метра
- Максимална брзина:
  - 12 kn (22 km/h) у површинској вожњи
  - 20 kn (37 km/h) у подводној вожњи
- Погон: 2 дизел-мотора снаге 3.400 КС (2.584 kW) и 1 електромотор 7.200 КС (5.472 kW)
- Максимална дубина роњења: 275 метара
- Наоружање:
  - Торпедне цеви: 6 x 533 mm. Торпеда 20 комада: Type 89 или Type 80 ASW, Sub-Harpoon против бродске ракете.
- Сонар:  и
- Радар:
- Посада: 75 (10 официра).

## Подморнице
| Име     | Званична ознака | Почетак градње    | Поринуће          | Завршетак градње  | Отписана        |
| ------- | --------------- | ----------------- | ----------------- | ----------------- | --------------- |
| Јушио   |                 | 3. децембар 1976. | 29. март 1979.    | 26. фебруар 1980. | 11. март 1999.  |
| Мочишио |                 | 9. мај 1978.      | 12. март 1980.    | 5. март 1981.     | 10. март 2000.  |
| Сетошио | TSS 3602        | 17. април 1979.   | 10. фебруар 1981. | 17. март 1982.    | 30. март 2001.  |
| Окишио  | o               | 17. април 1980.   | 5. март 1982.     | 1. март 1983.     | 4. март 2003.   |
| Надашио |                 | 16. април 1981.   | 27. јануар 1983.  | 6. март 1984.     | 1. јун 2001.    |
| Хамашио | TSS 3604        | 8. април 1982.    | 1. фебруар 1984.  | 5. март 1985.     | 9. март 2006.   |
| Акишио  |                 | 15. април 1983.   | 21. јануар 1985.  | 5. март 1986.     | 3. март 2004.   |
| Такешио |                 | 3. април 1984.    | 9. фебруар 1986.  | 3. март 1987.     | 9. март 2005.   |
| Јукишио | TSS 3605        | 11. април 1985.   | 23. јануар 1987.  | 11. март 1988.    | -               |
| Сачишио |                 | 11. април 1986.   | 17. фебруар 1988. | 24. март 1989.    | 14. април 2006. |